# ASCII

95 друкованих символів ASCII з кодами від 32 до 126 (десяткові).

ASCII (МФА: [ˈæski], акронім від назви Американський стандартний код для інформаційного обміну, англ. American Standard Code for Information Interchange) в обчислювальній техніці — система кодів, у якій числа від 0 до 127 включно поставлені у відповідність літерам, цифрам і символам пунктуації. Наприклад, 45 відповідає знаку переносу, а 65 — літері «А» великій. Перші 32 коди використовуються для керівних функцій, на зразок введення і стирання попереднього символу, звукового сигналу. Власне, ASCII — це семибітний код, а восьмий біт часто використовується для забезпечення відповідності чи додаткових символів. Такий 8-бітний варіант коду називають розширеним ASCII. 
Система широко використовується для зберігання тексту і передачі інформації між комп'ютерами.

## Символи розширеного ASCII діапазону друку

| Бінарне   | Дес. | Шіст. | Графічне    |
| --------- | ---- | ----- | ----------- |
| 0010 0000 | 32   | 20    | пропуск (␠) |
| 0010 0001 | 33   | 21    | !           |
| 0010      | 34   | 22    | "           |
| 0010 0011 | 35   | 23    | #           |
| 0010 0100 | 36   | 24    | $           |
| 0010 0101 | 37   | 25    | %           |
| 0010 0110 | 38   | 26    | &           |
| 0010 0111 | 39   | 27    | '           |
| 0010 1000 | 40   | 28    | (           |
| 0010 1001 | 41   | 29    | )           |
| 0010 1010 | 42   | 2A    | *           |
| 0010 1011 | 43   | 2B    | +           |
| 0010 1100 | 44   | 2C    | ,           |
| 0010 1101 | 45   | 2D    | -           |
| 0010 1110 | 46   | 2E    | .           |
| 0010 1111 | 47   | 2F    | /           |
| 0011 0000 | 48   | 30    | 0           |
| 0011 0001 | 49   | 31    | 1           |
| 0011 0010 | 50   | 32    | 2           |
| 0011      | 51   | 33    | 3           |
| 0011 0100 | 52   | 34    | 4           |
| 0011 0101 | 53   | 35    | 5           |
| 0011 0110 | 54   | 36    | 6           |
| 0011 0111 | 55   | 37    | 7           |
| 0011 1000 | 56   | 38    | 8           |
| 0011 1001 | 57   | 39    | 9           |
| 0011 1010 | 58   | 3A    | :           |
| 0011 1011 | 59   | 3B    | ;           |
| 0011 1100 | 60   | 3C    | <           |
| 0011 1101 | 61   | 3D    | =           |
| 0011 1110 | 62   | 3E    | >           |
| 0011 1111 | 63   | 3F    | ?           |

| Бінарне   | Дес. | Шіст. | Графічне |
| --------- | ---- | ----- | -------- |
| 0100 0000 | 64   | 40    | @        |
| 0100 0001 | 65   | 41    | A        |
| 0100 0010 | 66   | 42    | B        |
| 0100 0011 | 67   | 43    | C        |
| 0100      | 68   | 44    | D        |
| 0100 0101 | 69   | 45    | E        |
| 0100 0110 | 70   | 46    | F        |
| 0100 0111 | 71   | 47    | G        |
| 0100 1000 | 72   | 48    | H        |
| 0100 1001 | 73   | 49    | I        |
| 0100 1010 | 74   | 4A    | J        |
| 0100 1011 | 75   | 4B    | K        |
| 0100 1100 | 76   | 4C    | L        |
| 0100 1101 | 77   | 4D    | M        |
| 0100 1110 | 78   | 4E    | N        |
| 0100 1111 | 79   | 4F    | O        |
| 0101 0000 | 80   | 50    | P        |
| 0101 0001 | 81   | 51    | Q        |
| 0101 0010 | 82   | 52    | R        |
| 0101 0011 | 83   | 53    | S        |
| 0101 0100 | 84   | 54    | T        |
| 0101      | 85   | 55    | U        |
| 0101 0110 | 86   | 56    | V        |
| 0101 0111 | 87   | 57    | W        |
| 0101 1000 | 88   | 58    | X        |
| 0101 1001 | 89   | 59    | Y        |
| 0101 1010 | 90   | 5A    | Z        |
| 0101 1011 | 91   | 5B    | [        |
| 0101 1100 | 92   | 5C    | \        |
| 0101 1101 | 93   | 5D    | ]        |
| 0101 1110 | 94   | 5E    | ^        |
| 0101 1111 | 95   | 5F    | _        |

| Бінарне   | Дес. | Шіст. | Графічне |
| --------- | ---- | ----- | -------- |
| 0110 0000 | 96   | 60    | `        |
| 0110 0001 | 97   | 61    | a        |
| 0110 0010 | 98   | 62    | b        |
| 0110 0011 | 99   | 63    | c        |
| 0110 0100 | 100  | 64    | d        |
| 0110 0101 | 101  | 65    | e        |
| 0110      | 102  | 66    | f        |
| 0110 0111 | 103  | 67    | g        |
| 0110 1000 | 104  | 68    | h        |
| 0110 1001 | 105  | 69    | i        |
| 0110 1010 | 106  | 6A    | j        |
| 0110 1011 | 107  | 6B    | k        |
| 0110 1100 | 108  | 6C    | l        |
| 0110 1101 | 109  | 6D    | m        |
| 0110 1110 | 110  | 6E    | n        |
| 0110 1111 | 111  | 6F    | o        |
| 0111 0000 | 112  | 70    | p        |
| 0111 0001 | 113  | 71    | q        |
| 0111 0010 | 114  | 72    | r        |
| 0111 0011 | 115  | 73    | s        |
| 0111 0100 | 116  | 74    | t        |
| 0111 0101 | 117  | 75    | u        |
| 0111 0110 | 118  | 76    | v        |
| 0111      | 119  | 77    | w        |
| 0111 1000 | 120  | 78    | x        |
| 0111 1001 | 121  | 79    | y        |
| 0111 1010 | 122  | 7A    | z        |
| 0111 1011 | 123  | 7B    | {        |
| 0111 1100 | 124  | 7C    | \|       |
| 0111 1101 | 125  | 7D    | }        |
| 0111 1110 | 126  | 7E    | ~        |
| 0111 1111 | 127  | 7F    | DEL      |

Варто звернути увагу що великі і маленькі літери англійської абетки відрізняються лише одним третім бітом: літера "A" представлена у вигляді 0100 0001, а літера "a" у вигляді 0110 0001. Щоб змінити літеру "A" на літеру "a" треба лише змінити третій біт з 0 на 1. Це можна легко зробити провівши операцію побітового OR цієї літери із числом 0010 0000 (32). Зворотню операцію перетворення маленької літери в велику можна провести за допомогою операції побітового AND з числом 1101 1111 (223). Також можна легко перетворити символ цифри у число взявши чотири останні біти, наприклад символ "9" представлений у вигляді 0011 1001. Якщо взяти останні чотири біти, то вийде 1001, що дорівнює 9 у десятковій системі. Це можна зробити взявши залишок від ділення символу на 1 0000 (16).

## Інші назви
Починаючи з липня 1992 реєстри RFC та Internet Assigned Numbers Authority таблиць кодування визнають такі еквівалентні назви ASCII незалежно від реєстру для використання в Інтернеті:
| - ANSI_X3.4-1968 (канонічна назва) - ISO-IR-006 - ANSI_X3.4-1986 - ISO_646.irv:1991 - ASCII (варіанти ASCII-7 та ASCII-8) - ISO646-US | - US-ASCII (рекомендована назва MIME) - us - IBM367 - cp367 - csASCII |

З цього переліку, IANA рекомендує використання «US-ASCII» для позначення ASCII в Інтернеті. Це позначення можна часто зустріти в необов'язковому параметрі «charset» (кодування) в заголовку Content-Type (тип вмісту) деяких MIME-повідомлень, у еквівалентних «meta» елементах HTML документів, та в частині визначення кодування прологу деяких XML документів.

## Варіанти

### Юнікод
Для забезпечення зворотної сумісності, символи з набору 128 ASCII та 256 ISO-8859-1 (Latin 1) мають такі ж коди Unicode/UCS як і в попередніх стандартах. Таким чином, ASCII можна розглядати як 7-бітну схему кодування дуже малої підмножини Unicode/UCS, і навпаки, UTF-8 сумісний з ASCII для кодів менше 128, із чого випливає, що правильно закодований ASCII файл є водночас і правильним файлом в кодуванні UTF-8.